# Alessio Boggiatto
Alessio Boggiatto (né à Moncalieri, dans la province de Turin, le 18 janvier 1981), est un nageur italien, spécialiste des épreuves du quatre nages et également bon nageur du 200 m papillon, dont il détient le record national en petit bassin.
Champion du monde du 400 m 4 nages en 2001, il termine à la 4e place de cette épreuve lors de ses trois participations consécutives aux Jeux olympiques (2000, 2004 et 2008).
Il est le frère de Chiara Boggiatto, une nageuse de niveau international, spécialiste de la brasse.

## Biographie
En 1997, Alessio Boggiatto se distingue en remportant le titre des 200 et 400 m 4 nages des championnats d’Europe juniors, titres qu’il conserve les deux années suivantes pour le 400 m 4 nages et une seule année, en 1998, pour le 200 m 4 nages. En 1999, il ajoute dans son escarcelle celui du relais 4×200 m nage libre. Cette même année 1999, il obtient son 1er titre national, celui du 400 m 4 nages, lors des championnats d’Italie de printemps disputés à Gênes et il honore sa 1re sélection dans l'équipe d’Italie senior aux Championnats d’Europe 1999 à Istanbul. Engagé dans ses deux épreuves de prédilection du 4 nages, il parvient en finale du 400 m et échoue au pied du podium mais il est éliminé lors des séries qualificatives du 200 m.
L’année olympique 2000 le voit participer à trois rendez-vous sportifs, les championnats d’Europe, en grand et petit bassin, et les Jeux olympiques. Lors de ces derniers, aligné dans l’épreuve du 400 m 4 nages, il réalise lors des séries le meilleur temps des engagés en 4 min 14 s 26 et bat, par la même occasion, son 1er record national de sa carrière. En finale, il doit cependant se contenter de la plus amère des places, la 4e. Trois mois plus tard, il obtient son 1er titre continental en remportant l'épreuve du 400 m 4 nages des championnats d'Europe en petit bassin.
L'année 2001 le consacre champion du monde du 400 m 4 nages lors des championnats du monde disputés à Fukuoka, au Japon où l'Italie règne en maître sur les épreuves individuelles masculines du 4 nages avec la victoire de Massimiliano Rosolino en finale du 200 m 4 nages. Aux championnats d'Europe en petit bassin, il conserve son titre du 400 m 4 nages et se classe 3e du 200 m 4 nages.
Il obtient son 1er titre européen en grand bassin, celui du 400 m 4 nages, lors des championnats d'Europe 2002 où il est également vice-champion du 200 m 4 nages. Cette même année, il remporte, pour la 3e fois consécutive, le 400 m 4 nages des championnats d'Europe en petit bassin.
En 2004, pour sa 2e sélection aux Jeux olympiques, il se classe 10e du 200 m 4 nages et 4e du 400 m 4 nages, à seulement 13 centièmes de la médaille de bronze remportée par László Cseh.
L'année 2005 est ponctuée par deux médailles de bronze aux championnats d'Europe en petit bassin, dont l'Italie est l'hôte, et une place de 4e aux 200 et 400 m 4 nages des championnats du monde avec, pour cette dernière course, un écart d'un centième seulement le séparant de la 3e place prise par Oussama Mellouli.
Depuis 2006 où il est vice-champion d'Europe du 200 m 4 nages et 3e du 400 m 4 nages aux championnats d'Europe, Alessio Boggiatto, même s'il accède aux finales, n'obtient plus de médailles.
À sa 3e participation olympique, aux Jeux de 2008, il se classe 12e du 200 m 4 nages et finit, une nouvelle fois, à la 4e place du 400 m 4 nages, course dominée par le trio Phelps, Cseh et Lochte.

## Ses sélections
- Jeux olympiques : Sydney 2000 • Athènes 2004 • Pékin 2008
- Championnats du monde de natation : Fukuoka 2001 • Barcelone 2003 • Montréal 2005 • Melbourne 2007
- Championnats d'Europe de natation : Istanbul 1999 • Helsinki 2000 • Berlin 2002 • Madrid 2004 • Budapest 2006 • Eindhoven 2008
- Championnats d'Europe de natation en petit bassin : Lisbonne 1999 • Valence 2000 • Anvers 2001 • Riesa 2002 • Dublin 2003 • Trieste 2005 • Debrecen 2007

## Palmarès

### Jeux olympiques
| Épreuve / Édition | Grand bassin     | Grand bassin      | Grand bassin      |
| Épreuve / Édition | Sydney 2000      | Athènes 2004      | Pékin 2008        |
| 200 m 4 nages     | -                | 10e 2 min 01 s 27 | 12e 1 min 59 s 77 |
| 400 m 4 nages     | 4e 4 min 15 s 93 | 4e 4 min 12 s 28  | 4e 4 min 12 s 16  |

### Championnats du monde
| Épreuve / Édition | Grand bassin      | Grand bassin      | Grand bassin     | Grand bassin      |
| Épreuve / Édition | Fukuoka 2001      | Barcelone 2003    | Montréal 2005    | Melbourne 2007    |
| 200 m 4 nages     | 7e 2 min 01 s 76  | 17e 2 min 02 s 66 | 4e 2 min 00 s 28 | 17e 2 min 02 s 41 |
| 400 m 4 nages     | Or 4 min 13 s 15  | 8e 4 min 21 s 23  | 4e 4 min 13 s 48 | 10e 4 min 18 s 82 |
| 200 m papillon    | 17e 2 min 01 s 32 | -                 | -                | -                 |

### Championnats d'Europe
| Épreuve / Édition  | Grand bassin         | Grand bassin     | Grand bassin         | Grand bassin         | Grand bassin         | Grand bassin     |
| Épreuve / Édition  | Istanbul 1999        | Helsinki 2000    | Berlin 2002          | Madrid 2004          | Budapest 2006        | Eindhoven 2008   |
| 1 500 m nage libre | -                    | -                | -                    | -                    | -                    | -                |
| 200 m papillon     | -                    | -                | -                    | -                    | -                    | -                |
| 200 m 4 nages      | Séries 2 min 06 s 49 | -                | Argent 1 min 59 s 83 | 4e 2 min 00 s 54     | Argent 2 min 00 s 14 | 4e 2 min 00 s 55 |
| 400 m 4 nages      | 4e 4 min 19 s 84     | 5e 4 min 22 s 61 | Or 4 min 13 s 19     | Bronze 4 min 14 s 32 | Bronze 4 min 16 s 34 | 5e 4 min 17 s 33 |

| Épreuve / Édition  | Petit bassin      | Petit bassin         | Petit bassin       | Petit bassin     | Petit bassin         | Petit bassin         | Petit bassin     |
| Épreuve / Édition  | Lisbonne 1999     | Valence 2000         | Anvers 2001        | Riesa 2002       | Dublin 2003          | Trieste 2005         | Debrecen 2007    |
| 1 500 m nage libre | 6e 15 min 15 s 06 | -                    | 15e 16 min 34 s 49 | -                | -                    | -                    | -                |
| 200 m papillon     | -                 | 13e 2 min 00 s 79    | -                  | -                | 18e 1 min 58 s 59    | 18e 1 min 57 s 86    | -                |
| 200 m 4 nages      | -                 | Bronze 1 min 57 s 52 | 5e 1 min 58 s 06   | 7e 1 min 58 s 13 | Bronze 1 min 56 s 11 | 6e 1 min 58 s 24     |                  |
| 400 m 4 nages      | 8e 4 min 19 s 48  | Or 4 min 10 s 61     | Or 4 min 06 s 99   | Or 4 min 07 s 44 | 4e 4 min 07 s 50     | Bronze 4 min 06 s 38 | 7e 4 min 09 s 83 |

## Records personnels
| Épreuve        | Temps         | Compétition                      | Lieu           | Date         |
| 100 m papillon | 55 s 04       | Championnats d'Italie            | Pesaro, Italie | 9 août 2006  |
| 200 m papillon | 2 min 00 s 67 | Championnats d'Italie Interclubs | Rome, Italie   | 9 juin 2008  |
| 200 m 4 nages  | 1 min 58 s 80 | Jeux olympiques de 2008          | Pékin, Chine   | 13 août 2008 |
| 400 m 4 nages  | 4 min 10 s 68 | Jeux olympiques de 2008          | Pékin, Chine   | 9 août 2008  |

| Épreuve        | Temps         | Compétition                | Lieu              | Date             |
| 50 m papillon  | 25 s 51       | Championnats d'Europe 2000 | Valence, Espagne  | 9 août 2006      |
| 200 m papillon | 1 min 55 s 46 | Championnats d'Italie 2005 | Trieste, Italie   | 26 novembre 2005 |
| 200 m 4 nages  | 1 min 55 s 55 | Championnats d'Italie 2005 | Trieste, Italie   | 26 novembre 2005 |
| 400 m 4 nages  | 4 min 06 s 37 | Coupe du monde de natation | Berlin, Allemagne | 17 janvier 2004  |